# 蒂什林水壩
蒂什林水壩（阿拉伯语：‎，羅馬化：Sadd Tišrīn，直译：十月水壩；：‎），也稱為迪什林水電站，是敘利亞幼發拉底河的水壩與水電站，位於阿勒頗以東90（56英里）。該水壩高40（130英尺），共有6個水輪機，能產生630MW的能源。該水壩在1991-1999年期間興建，而救援挖掘也提供了有關新石器時代前陶器時期的知識。
在2012年11月敘利亞内戰期間，敘利亞反對派攻下了該水壩。到2014年9月，該水壩由伊斯蘭國控制。在2015年12月，敘利亞民主軍奪下了水壩。到2024年12月，敘利亞國民軍發動攻勢，試圖攻下該水壩。

## 特徵
蒂什林水壩是一個位於幼發拉底河上的水力發電土石壩，位於較大的塔布卡水壩的上游。該水壩高40（130英尺），有6個水輪機產生共630MW的能源。該水壩的每年能源產生量估計達16億千瓦·時。水壩形成的水庫長60（37英里），容量是1.3立方（0.31立方英里），相比下游的阿薩德湖小。水壩的水源除了幼發拉底河外，還有薩朱爾河。

## 歷史

### 興建
1991年，該水壩開始興建，到1999年落成。興建的原因之一，是下游的塔布卡水壩的能源輸出比預期少。這可能與土耳其在上游興建的水壩有關，也可能因該水壩失修而造成。
蒂什林水壩是在塔布卡水壩與自由水壩之後，敘利亞興建的第三個水壩，也是現時最遲落成的水壩。在2000年代，敘利亞曾經打算在拉卡與代爾祖爾之間，興建第四個水壩，但沒有實現。

### 考古救援挖掘行動
蒂什林水壩的範圍，有不少考古學的遺物。為了保存這些遺物，考古學家在該區的15個位置，進行了救援挖掘行動。該行動發現，該區在新石器時代前陶器時期期間曾經有人聚居。學家發現的遺物，包括數座圓形和長方形的建築，也包括一些顱骨。這些發現甚至短期延遲了蒂什林水庫的形成，來拆除與重建三家古代房屋。

### 敘利亞内戰
在2012年11月26日敘利亞内戰期間，敘利亞反對派戰勝了巴沙爾·阿薩德政府的敘利亞阿拉伯軍，成功奪下蒂什林水壩 該水壩折斷了政府軍通往拉卡與阿勒頗的補給綫，同時鞏固了反對派在幼發拉底河一帶的控制。
在2014年9月，該水壩由伊斯蘭國控制。到2015年12月，敘利亞民主軍奪下了水壩。
到2024年12月8日，敘利亞國民軍發動自由黎明行動，試圖從敘利亞民主軍手中奪下水壩。到12月13日，數個土耳其媒體報道水壩已經攻下，但庫爾德媒體就否認，表示民主軍仍然控制該水壩。

## 有關書籍
- Akkermans, Peter M. M. G.; Schwartz, Glenn M., , Cambridge: Cambridge University Press, 2003, ISBN 0-521-79666-0
- Collelo, Thomas, , Washington: GPO for the Library of Congress, 1987, OCLC 17411963
- del Olmo Lete, Gregorio; Montero Fenollós, Juan Luis, , Barcelona: AUSA, 1999, ISBN 978-84-88810-43-4
- Fondation Osmane Mounif Aïdi, , Fondation Osmane Mounif Aïdi, 2007  [19 December 2009], （原始内容存档于1 March 2012）
- Jamous, Bassam,  (PDF), studiaorontica.org/ (DGAM), 2009  [14 December 2009] （法语）
- Kolars, John, , Biswas, Asit K.  (编), , Oxford University Press: 44–94, 1994, ISBN 978-0-19-854862-1
- McClellan, Thomas L., , Meyers, Eric M.  (编),  2, New York: Oxford University Press: 290–292, 1997, ISBN 0-19-506512-3
- Mutin, Georges, , VertigO, 2003, 4 (3): 1–10, ISSN 1492-8442, doi:10.4000/vertigo.3869  （法语）
- Shapland, Greg, , New York: Palgrave Macmillan, 1997, ISBN 978-0-312-16522-2
- Stordeur, Danielle, , France Diplomatie (Ministère des affaires étrangères et européennes), 2008  [19 December 2009] （法语）

## 外部鏈接
- （法語） Jerf el-Ahmar website